# Herbert Brüning
Herbert Gustav Rudolf Alfred Brüning (* 4. Oktober 1911 in Magdeburg; † 25. Mai 1983) war ein deutscher Geograph, Museumsleiter und Hochschulprofessor.

## Leben
Nach dem Besuch des Gymnasiums in Magdeburg studierte er ab 1931 an der Georg-August-Universität Göttingen Geologie, Zoologie und Geographie, 1933 wechselte er nach Berlin und noch im selben Jahr nach München. Daraufhin ging er 1934 an die Martin-Luther-Universität Halle-Wittenberg, wo er 1937 mit einer Doktorarbeit bei Otto Schlüter promoviert wurde. Seine erste Anstellung erhielt er 1938 als Assistent bei Johannes Weigelt am Geologisch-Paläontologisches Institut der Universität Halle-Wittenberg. Bereits ein Jahr später ging er zu Alfred Bogen an das Museum für Naturkunde und Vorgeschichte in Magdeburg. 1940 wurde er zum Wehrdienst eingezogen und arbeitete als Wehrgeologe. Nach dem Ende des Zweiten Weltkrieges kehrte Herbert Brüning nach Magdeburg zurück, wo er wieder als Museumsmitarbeiter eingestellt wurde. 1951 übernahm er im Alter von 40 Jahren den Direktorenposten des Kulturhistorischen Museums Magdeburg. Von 1954 war er nebenamtlich auch als Kreisnaturschutzbeauftragter für die Stadt Magdeburg tätig.
1955 erfolgte aus politischen Gründen seine Verhaftung. Im darauffolgenden Jahr wurde er rehabilitiert und flüchtete aus der DDR nach Hannover. 1963 wurde er Direktor des Naturkundemuseums in Mainz und ein Jahr später erfolgte seine Ernennung zum Lehrbeauftragter an der Philosophischen Fakultät der Johannes Gutenberg-Universität Mainz mit dem Lehrauftrag für Landeskunde Mittel- und Ostdeutschlands. Von 1966 bis zu seinem Tod im Jahre 1983 war Herbert Brüning als Honorarprofessor in Mainz tätig.